# Odontolakis nigripes
Odontolakis nigripes är en insektsart som beskrevs av Ludwig Redtenbacher 1891. Odontolakis nigripes ingår i släktet Odontolakis och familjen vårtbitare. Inga underarter finns listade i Catalogue of Life.